# Amerikaanse auto in 1926
Dit artikel geeft een overzicht van alle Amerikaanse personenwagens geproduceerd in 1926 door een significante autoconstructeur. De auto's staan alfabetisch gerangschikt per merk. Hier staan enkel Amerikaanse merken, ongeacht of ze eigendom zijn van een niet-Amerikaans concern. Ook gaat het om constructeurs die algemeen bekend zijn met auto's die algemeen voor het publiek verkrijgbaar zijn. 
| Cadillac |                  | concern:                  | General Motors Verenigde Staten |
| Cadillac | divisie:         |                           |                                 |
| Cadillac | merk:            | Cadillac Verenigde Staten |                                 |
| Cadillac | model:           | Series 314                |                                 |
| Cadillac | einde productie: | 1931                      |                                 |
| Cadillac | productieaantal: | ?                         |                                 |

| Chrysler |                  | concern:                  | Onafhankelijk |
| Chrysler | divisie:         |                           |               |
| Chrysler | merk:            | Chrysler Verenigde Staten |               |
| Chrysler | model:           | Imperial                  |               |
| Chrysler | einde productie: | 1930                      |               |
| Chrysler | productieaantal: | ?                         |               |

| Duesenberg |                  | concern:                    | Onafhankelijk |
| Duesenberg | divisie:         |                             |               |
| Duesenberg | merk:            | Duesenberg Verenigde Staten |               |
| Duesenberg | model:           | Model X                     |               |
| Duesenberg | einde productie: | 1927                        |               |
| Duesenberg | productieaantal: | 13                          |               |

| Packard |                  | concern:                 | Onafhankelijk |
| Packard | divisie:         |                          |               |
| Packard | merk:            | Packard Verenigde Staten |               |
| Packard | model:           | 443                      |               |
| Packard | einde productie: | 1931                     |               |
| Packard | productieaantal: | ?                        |               |